# Bellport (New York)
Bellport est un village du Comté de Suffolk dans l'État de New York, États-Unis. Il porte le nom de la famille Bell, les premiers colons arrivées sur les lieux. De manière plus administrative, le dénommé Incorporated Village of Bellport se situe dans la ville de Brookhaven sur la côte sud de Long Island. Quant à sa population, elle était de 2363 au recensement de l'an 2000.

## Jumelage
La ville est jumelée à :
- Sainte-Maxime (France) depuis 1988.